# Antônio Monteiro Dutra
Antônio Monteiro Dutra oder kurz Dutra (* 11. August 1973 in Duque Bacelar) ist ein ehemaliger brasilianischer Fußballspieler.

## Karriere
Der 1,70 Meter große linke Abwehrspieler begann seine Karriere 1994 beim Verein Paysandu SC. 1995 unterzeichnete er für zwei Jahre einen Vertrag beim Mogi Mirim EC. Nach zwei Jahren für Mogi Mirim spielte Dutra im Jahr 1997 für den FC Santos. Doch nur ein Jahr später wechselte er zum Ligakonkurrenten América Mineiro, wo er ebenfalls nur für eine Spielzeit blieb. 1999 unterschrieb er einen Vertrag beim Coritiba FC.
Nach einer kurzzeitigen Rückkehr beim FC Santos im Jahr 2000 und einem einjährigen Engagement bei Sport Recife bis zum Juli 2001, wagte Dutra den Sprung ins Ausland und wechselte zu den Yokohama F. Marinos in die japanische J. League Division 1. In Yokohama kickte er insgesamt sechs Spielzeiten lang (147 Spiele/8 Tore), bis er im Jahr 2007 die Rückreise in seine Heimat antrat und zu einem seiner ehemaligen Vereine, zu Sport Recife ging. Von 2007 bis 2011 war Dutra dort unter Vertrag, stand in dieser Zeit 113-mal für Recife auf dem Platz und erzielte dabei drei Tore. In den Jahren 2011 sowie 2012 stand er im Kader des Santa Cruz FC und bestritt in der Serie D 2011 15 Ligaspiele ohne Torerfolg. Im März 2012 kehrte Dutra wiederum nach Ostasien zurück und spielte wieder bei den Yokohama F. Marinos. Für die Marinos kam er zu 66 Ligaeinsätzen und einem Treffer. Das letzte Spiel seiner Karriere betritt der Spieler am 27. Juli 2014 gegen Nagoya Grampus.

## Erfolge
- Torneio Rio-São Paulo (1997)
- Staatsmeisterschaft von Paraná (1999)
- J. League Cup (2001)
- J. League Division 1 (2003, 2004)
- J. League Best XI (2003, 2004)
- Kaiserpokal (2013)
- Staatsmeisterschaft von Pernambuco (2007, 2008, 2009, 2010)
- Copa do Brasil (2008)